# Hope (canção de Stefan Airapetjan)
"Hope" (em português: Esperança) é a canção que representou a Estónia no Festival Eurovisão da Canção 2022 que teve lugar em Turim. A canção foi selecionada através do Eesti Laul, que teve lugar a 12 de fevereiro de 2022. Na semifinal do dia 12 de maio, a canção qualificou-se para a final, terminando em 13º lugar com 141 pontos.